# Francesco Francia
Pour les articles homonymes, voir Francia.
Francesco di Marco di Giacomo Raibolini dit Francesco Francia ou Francesco de Bologne ou Francesco Francia Bolognese, lat. Franciscus Bononiensis (Bologne, 1450 - 5 janvier 1517), est un peintre et graveur italien de la famille d'artistes italiens des Francia. 
Il ne faut pas le confondre, bien qu’ils portent des noms proches et qu’ils soient exactement contemporains, avec le créateur de caractères et typographe Francesco Griffo.

## Biographie
Francesco Raibolini est le fils du graveur sur bois Marco di Giacomo Raibolini, issu d'une des familles les plus anciennes et les plus en vue de Bologne, possédant des terres à Zola Predosa. Il exerce d'abord la profession d'orfèvre. Il entre en 1482 dans la guilde des orfèvres, à la tête de laquelle il est porté l'année suivante. C'est lors de sa formation que son maître lui transmit son propre surnom de Francia, que Francesco conserva.
Francesco s'oriente vers la peinture vers 1485. Son style de peintre tient à la fois de celui du Pérugin et de celui de Giovanni Bellini, avec lesquels Raphaël le compare. 
Le moment le plus fort de son style se situe entre 1485 et 1500. Les œuvres publiques de cette époque sont nombreuses, sans toutefois être datées ou mentionnées précisément.
À la fin du siècle, il fut appelé à peindre les fresques du palais Bentivoglio, aujourd'hui détruit. Il en subsiste un fragment à la Pinacothèque de Bologne.
En 1506 il collabora aux fresques de l'Oratoire Sainte-Cécile et après le départ des Bentivoglio, sans jamais quitter la ville, il reçut des commandes pour Mantoue, Lucques et dans les dernières années pour Parme.
Après 1510, ses fils prirent de plus en plus d'importance dans l'atelier, en particulier  Giacomo Francia qui imita si bien son style qu'il est difficile de distinguer l'un de l'autre. 
Il eut Amico Aspertini, Bartolommeo Ramenghi, le graveur Marcantonio Raimondi et Timoteo della Vite comme élèves.
Il semble avoir inspiré aussi quelques gravures sur bois de Francesco Denanto.
En dépit de succès certains en peinture, Francesco ne renonça jamais complètement à son premier métier et se plut à signer ses œuvres en adjoignant à son nom le titre d'aurifex. Tout au long de sa vie, il confectionna des médailles, des gravures, des décorations en niello.
Il devint également Maître des Monnaies de la ville de Bologne, chargé à ce titre de confectionner les poinçons destinés à frapper monnaie.
Vasari raconte que Francia reçut un jour de Raphaël un paquet contenant son tableau L'Extase de sainte Cécile, accompagné d'une lettre lui demandant de veiller à son installation dans la chapelle de San-Giovanni-in-Monte à Bologne. Francia aurait été tellement stupéfait par la beauté de ce tableau, que le sentiment de sa propre infériorité aurait contribué à sa mort rapide. Vasari ajoute toutefois d'autres raisons possibles de sa mort, comme le poison ou la goutte.

## Œuvres (sélection)

### Jusqu'à 1500
- Crucifixion avec saint Jean et saint Jérôme, v. 1485, 52 × 33 cm, huile sur bois, Palazzo d'Accursio, Bologne
- La Sainte Famille, v. 1485, 54 × 40 cm, huile sur bois, Gemäldegalerie, Berlin
- Vierge à l'Enfant avec un ange, v. 1490, 58 × 44 cm, huile sur bois, Carnegie Museum of Art, Pittsburgh
- Portrait de Bartolomeo Bianchini, v. 1485-1500, 57 × 41 cm, huile sur bois, National Gallery, Londres
- Le Baptême du Christ, v. 1490, 29 × 55 cm, huile sur bois, Musée Calouste-Gulbenkian, Lisbonne
- Vierge à l’Enfant avec deux anges, v. 1495, 64 × 49 cm, huile sur bois, Alte Pinakothek, Munich
- Vierge à l'Enfant avec saint Laurent et saint Jérôme, 1500, 193 × 151 cm, tempera et huile sur toile (anciennement bois), Musée de l'Ermitage, Saint-Pétersbourg

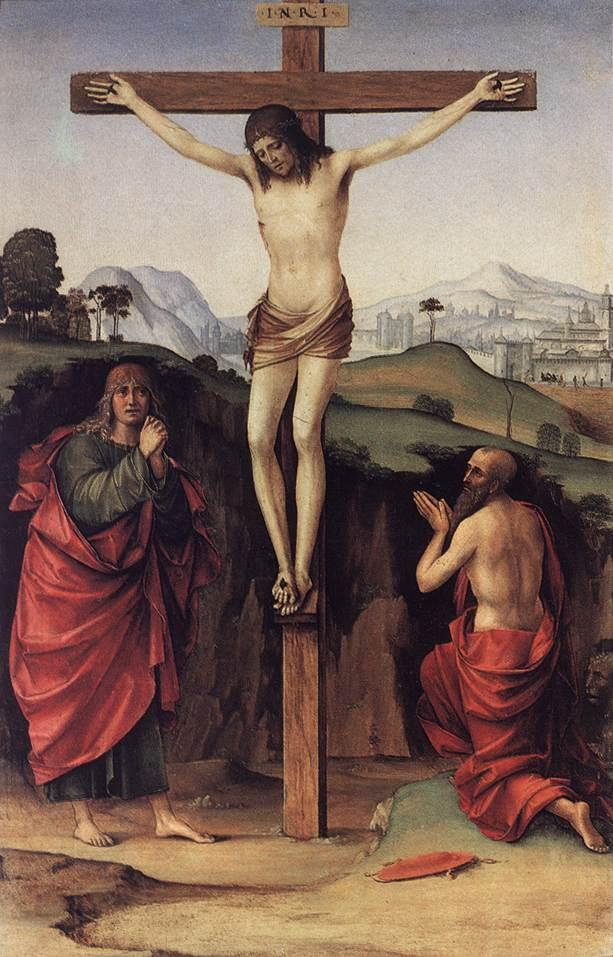
Crucifixion v. 1485, Bologne
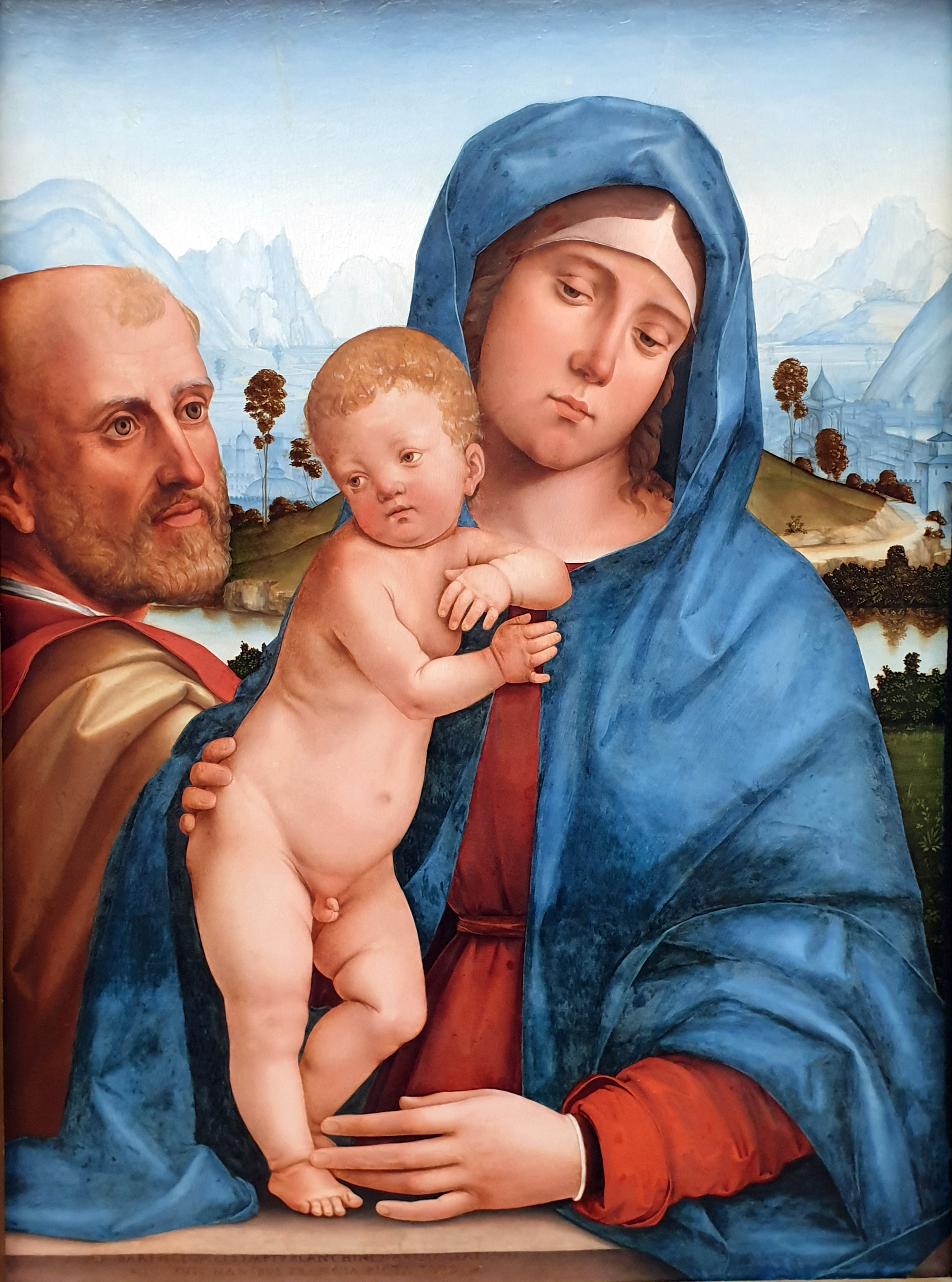
La Saine Famille v. 1485, Berlin
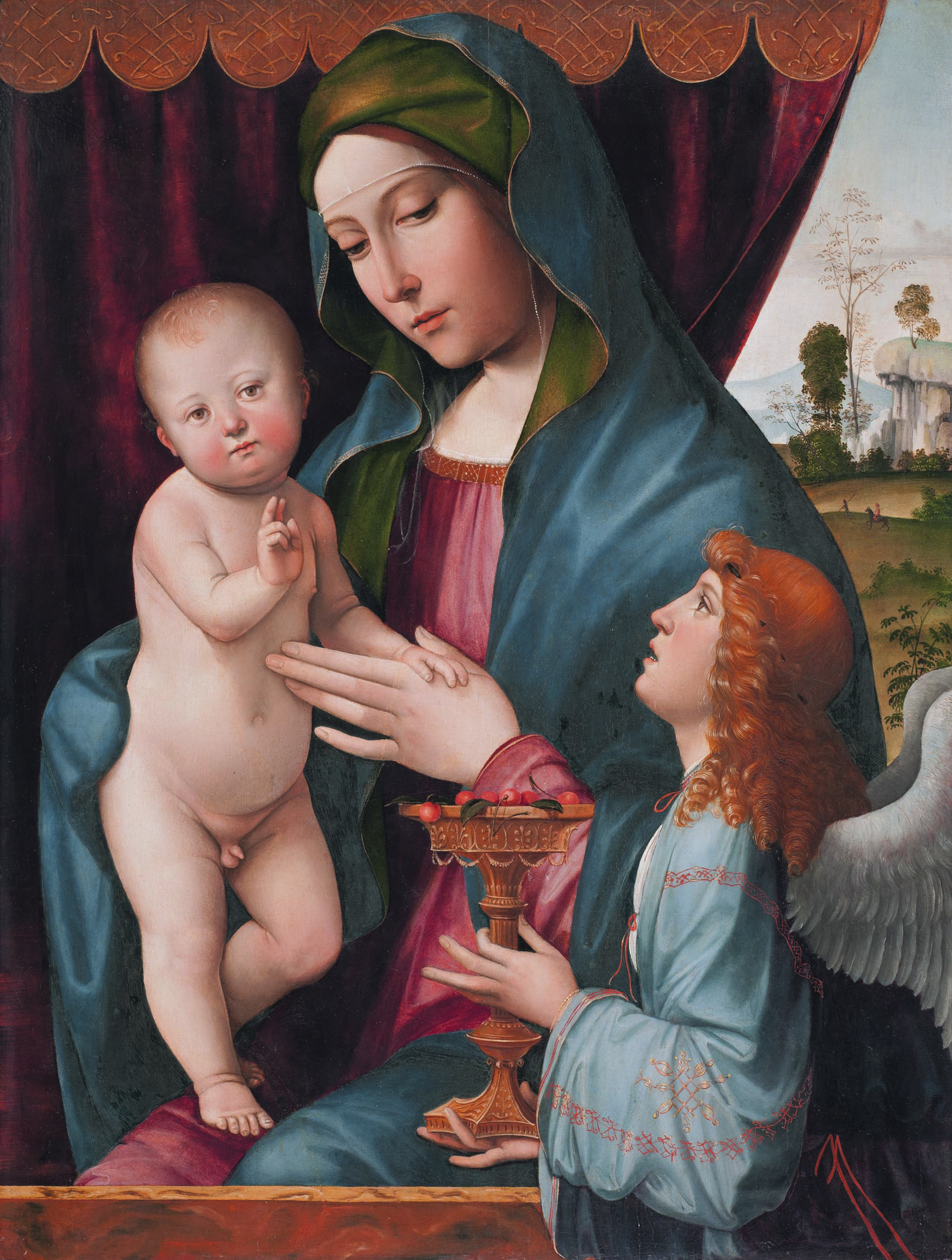
Vierge avec un ange 1495-1500, Pittsburg
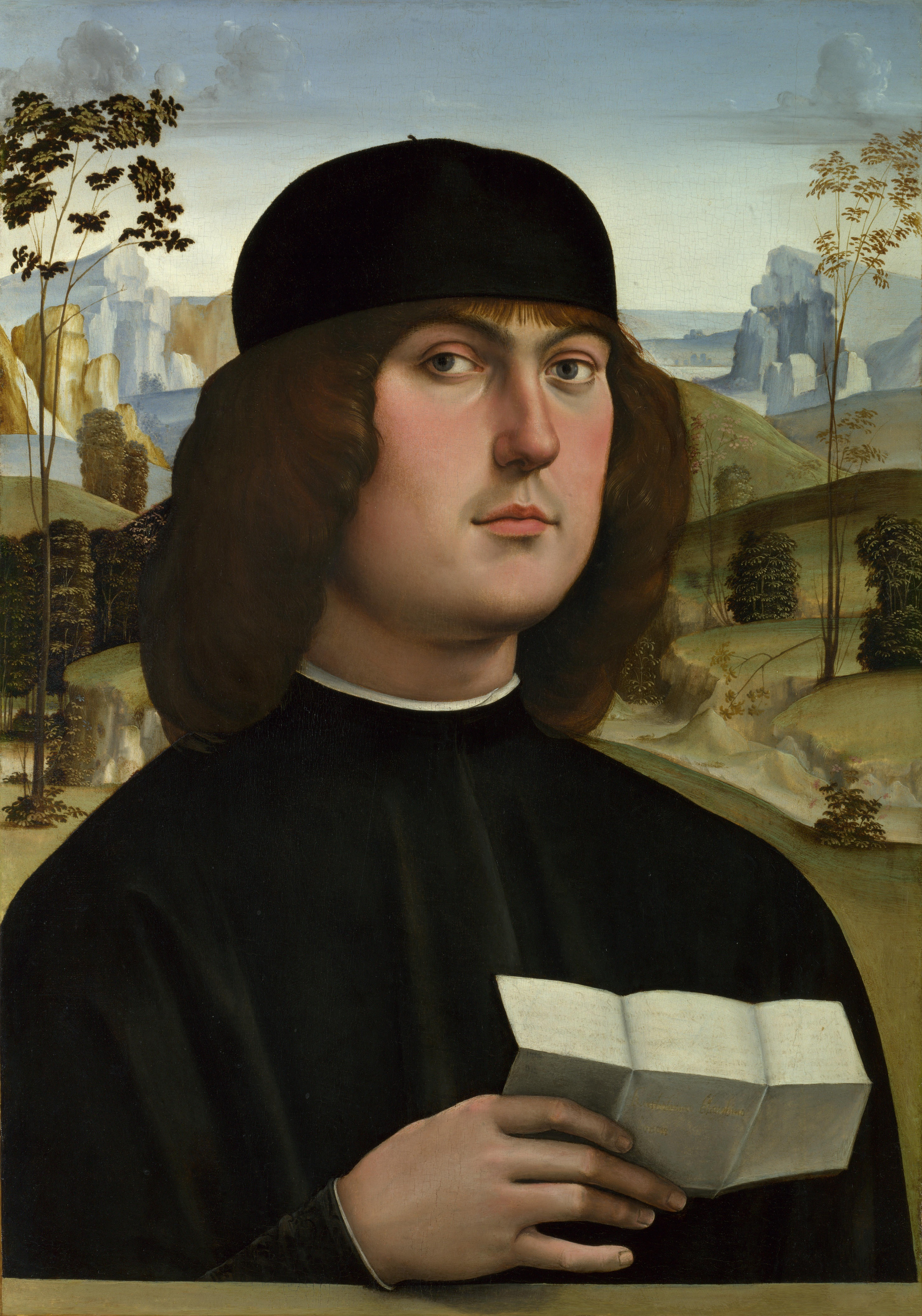
Bartolomeo Biachini 1485-1500, Londres
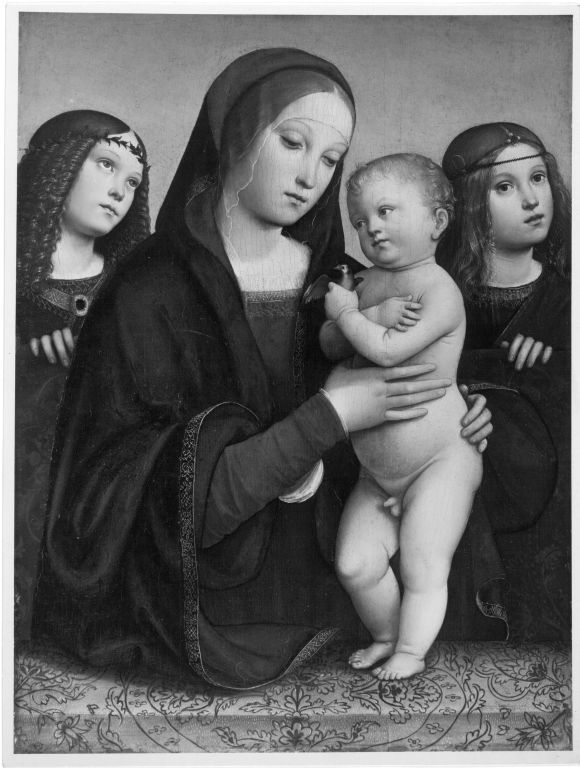
Vierge avec deux anges v. 1495, Munich

### Années 1500-1510
- Vierge et l'Enfant, v. 1500, 67 × 52 cm, huile sur bois, Wallington National Trust, Northumberland
- Vierge et l'Enfant avec saint François et saint Jérôme[4], 1500–10, tempera sur bois, 75 × 57 cm, Metropolitan Museum of Art, New York
- L'Annonciation avec saint Albert carmélite, v. 1503-1504, 182 × 132 cm, huile sur toile (anciennement bois), musée Condé, Chantilly
- Adoration de l'Enfant, 1500-1505, 175 × 132 cm, huile sur bois, Alte Pinakothek, Munich
- Portrait d'Evangelista Scappi, 1500-1505, 55 × 44 cm, huile sur bois, musée des Offices, Florence
- L'Evêque Altobello Averoldo, v. 1505, 54 × 41 cm, huile sur bois, National Gallery of Art, Washington
- Crucifixion, v. 1505, 246 × 146 cm, huile sur bois, basilique San Giacomo Maggiore (Bologne)
- Légende de sainte Cécile et saint Valérien - Scene 1 (Le Mariage) & 10 (Le Funéraille), 1504-1506, 360 × 290 cm, fresque, Oratoire de sainte Cécile, basilique San Giacomo Maggiore (Bologne)
- Vénus et Cupidon, 1505-10, 80 × 49 cm, huile sur bois, Musée des Beaux-Arts de Mulhouse, Mulhouse
- Le Baptême du Christ, 1509, 209 × 169 cm, huile sur bois, Gemäldegalerie Alte Meister, Dresde

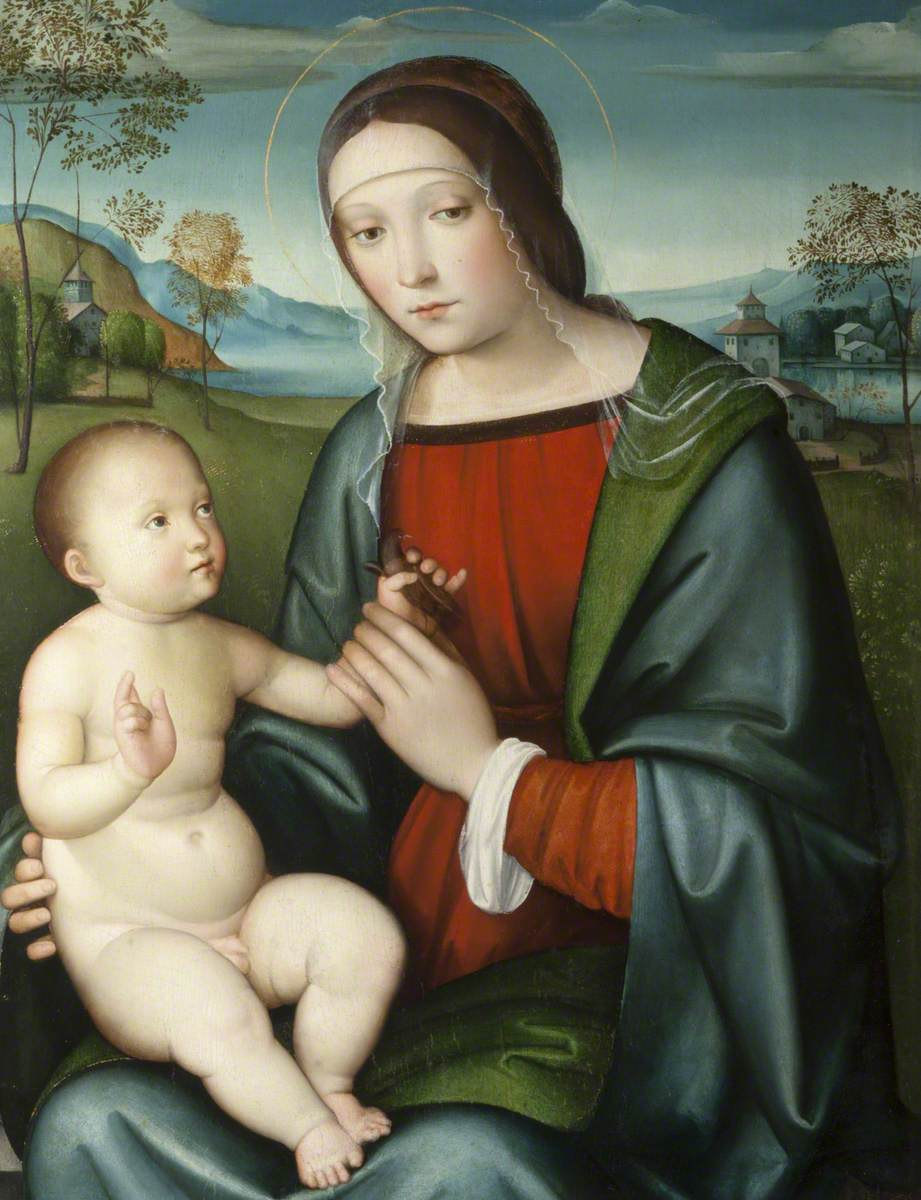
Vierge v. 1500, Northumberland
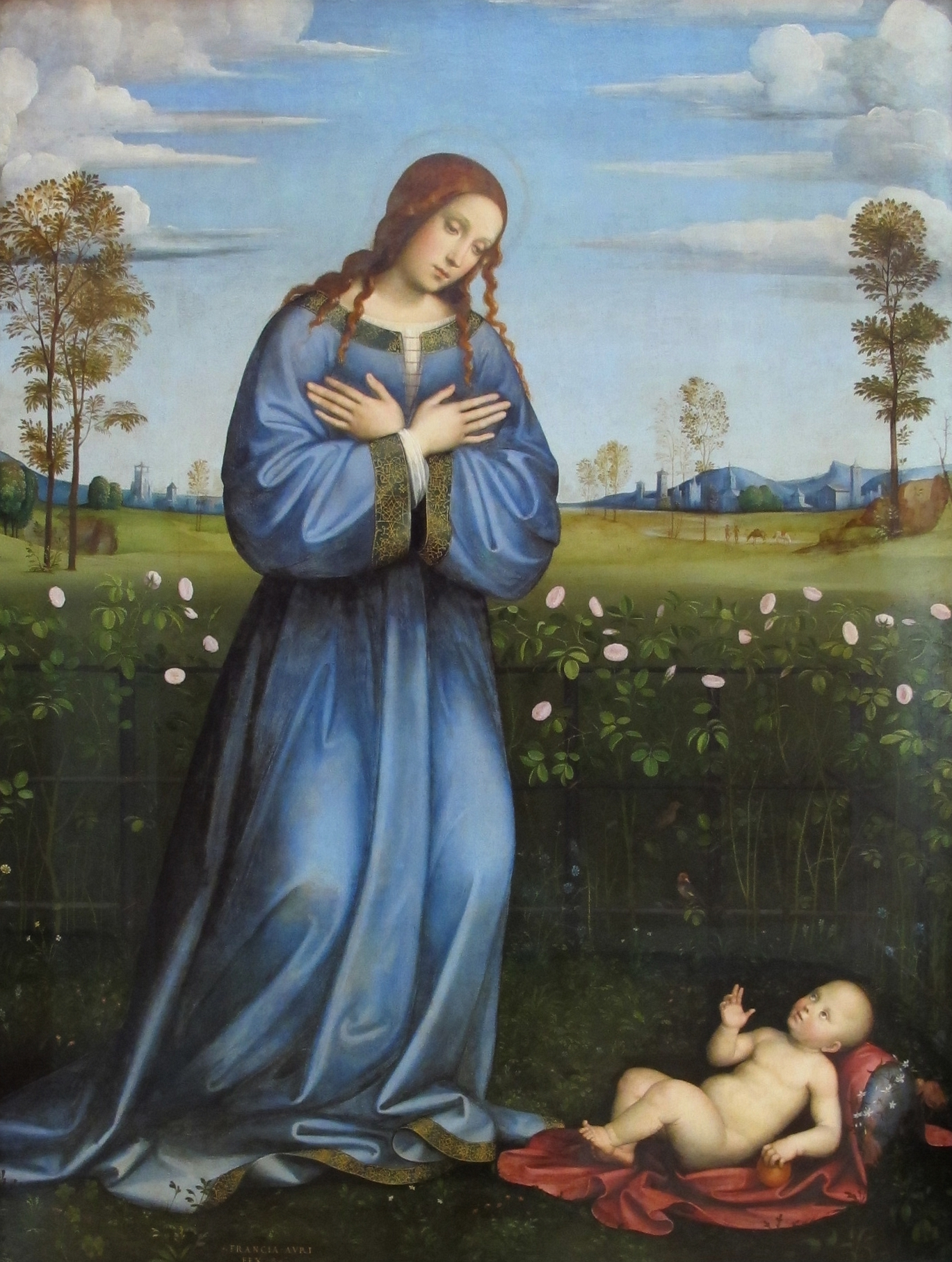
Adoration de l'Enfant 1500-1505, Munich
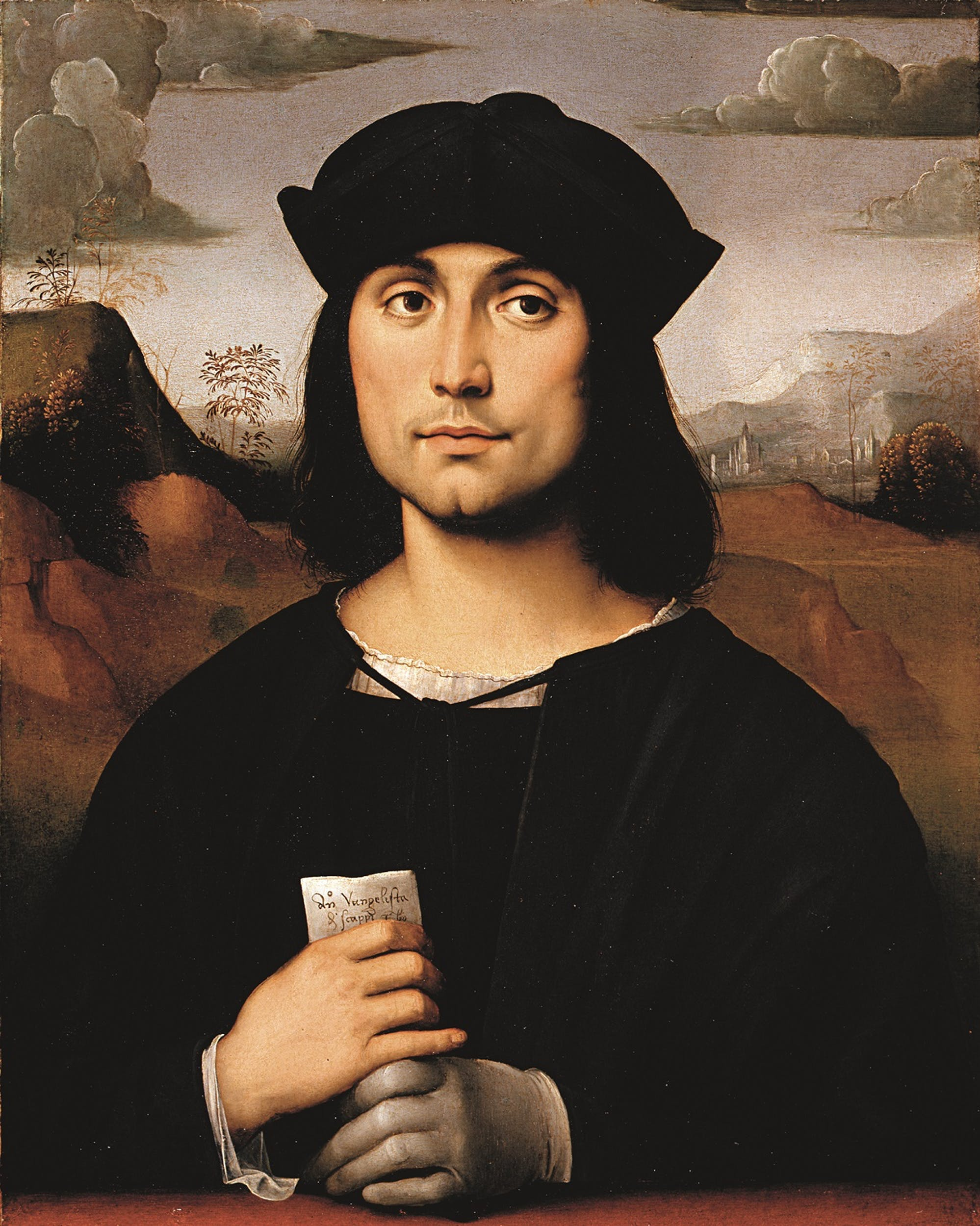
Evangelista Scappi 1500-05, Florence
Altobello Averoldo v. 1505, Washington
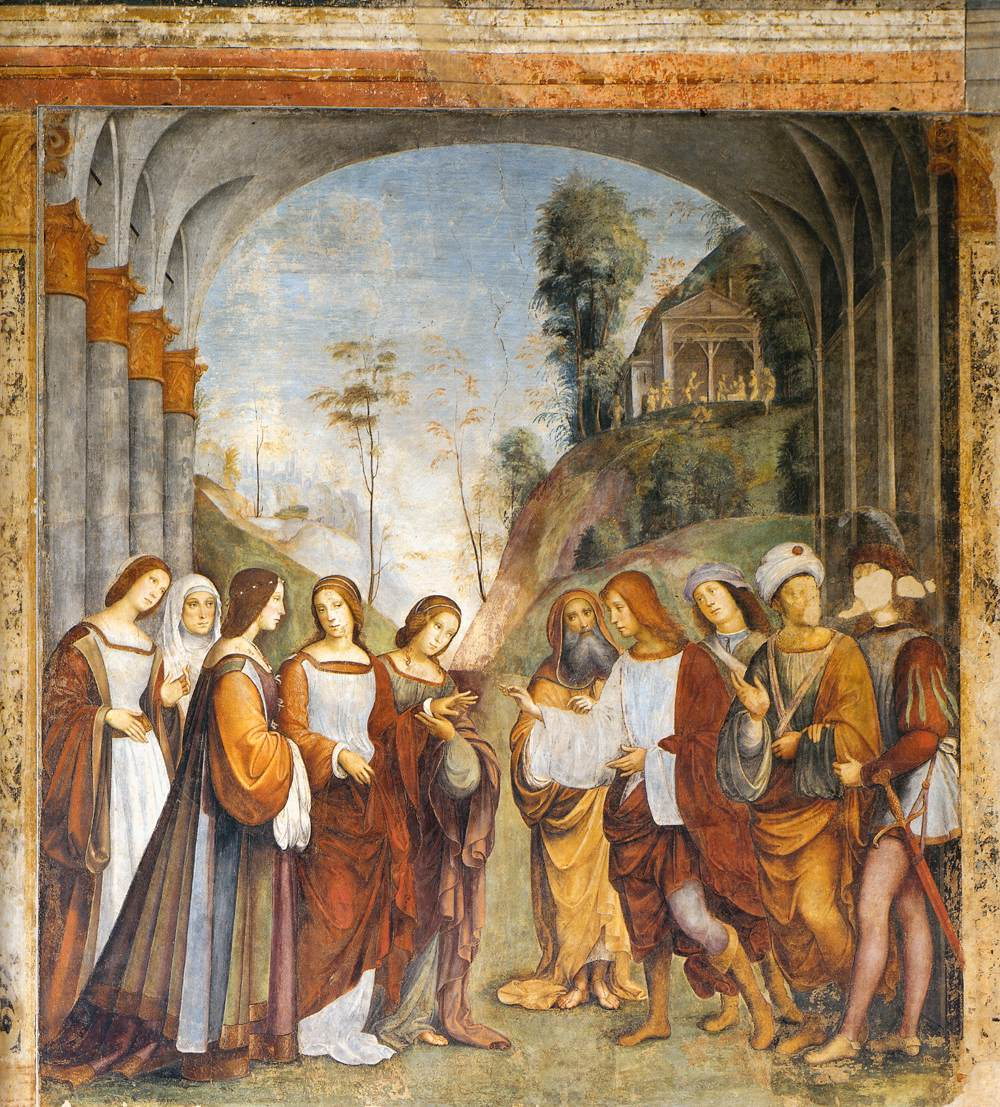
Cecilia / Le Mariage 1504-1506, Bologne
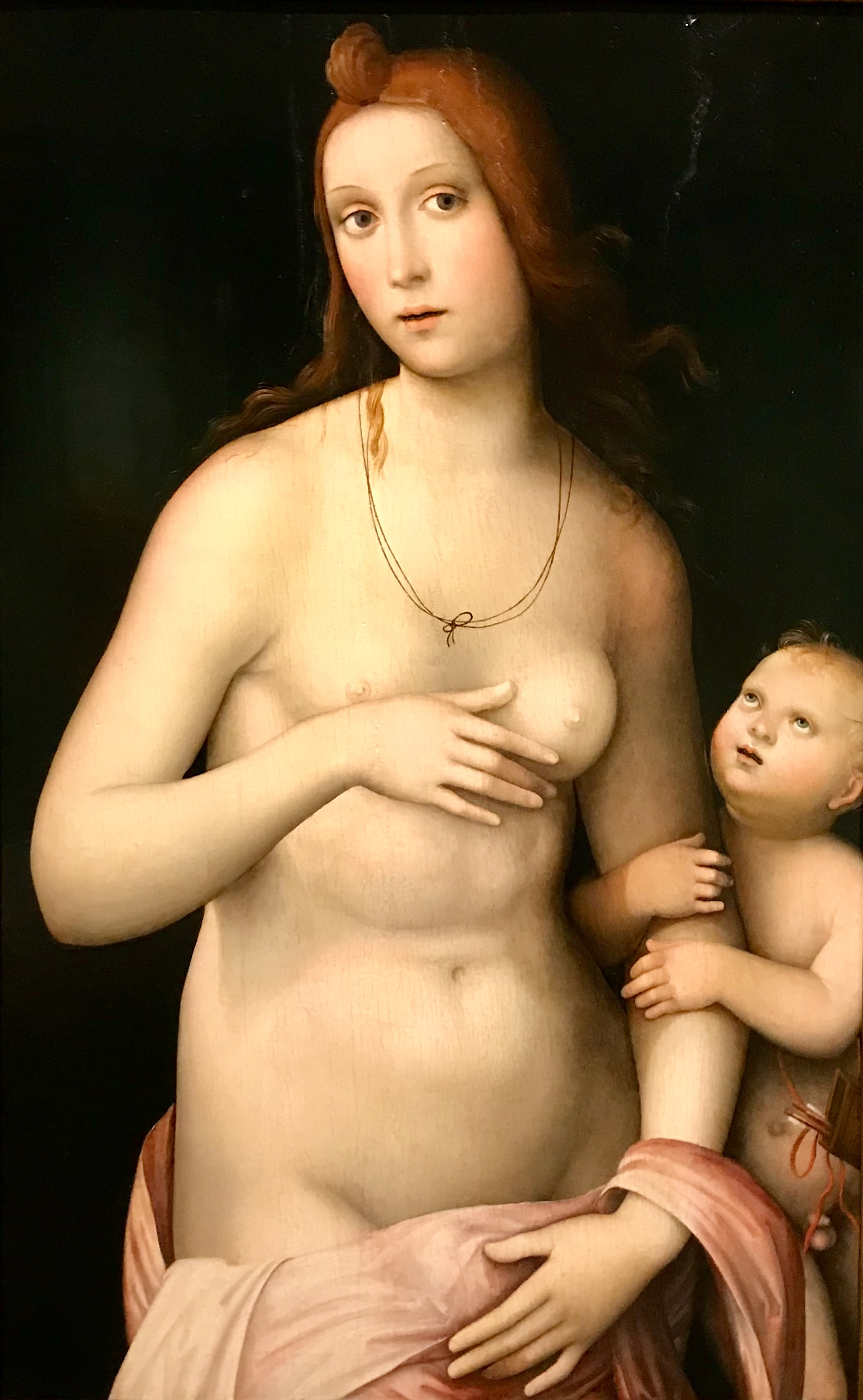
Vénus et Cupidon 1505-10, Mulhouse

### Après 1510
- La Sainte famille, v. 1510, 64 × 49 cm, huile sur bois, musée des beaux-arts de Budapest
- Portrait de Frederic Gonzague (le fils d' Isabelle d'Este), 1510, 45 × 34 cm, huile sur bois transférée sur toile et ensuite de nouveau sur bois, Metropolitan Museum of Art, New York
- Portrait de probablement Isabelle d'Este, 1511, huile sur bois,  44 × 35 cm, Vienne
- Pala Buonvisi, 1510-1512, huile sur bois, 195 × 180 cm, National Gallery, Londres
- Vierge et l'Enfant avec saint François et saint Jérôme[5], v. 1512–15, huile sur bois, 75 × 57 cm, Metropolitan Museum of Art, New York
- Vierge à l'Enfant avec saint Jean-Baptiste enfant, 1510-1515, huile sur bois, 65 × 51 cm, musée d'Art de São Paulo
- Vierge à l'Enfant avec saint Jean-Baptiste enfant (Francesco Francia et fils), v. 1515, 115 × 94 cm, huile sur bois, National Gallery of Victoria, Melbourne
- Femme au vase, huile sur bois, 69 x 54 cm, musée des Beaux-Arts d’Orléans (disparu durant la Seconde Guerre mondiale)[6].

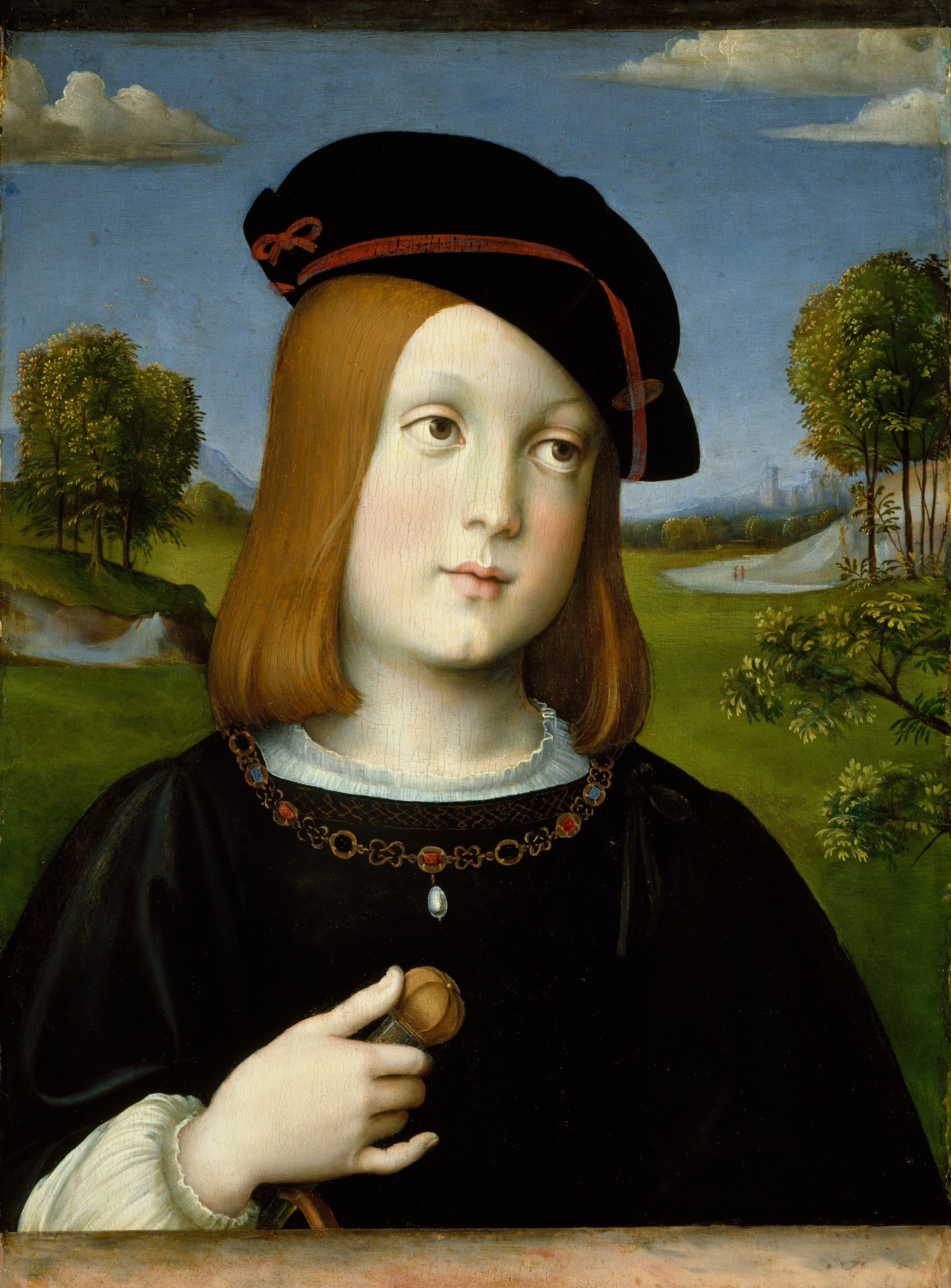
Frederic Gonzague 1510, New York
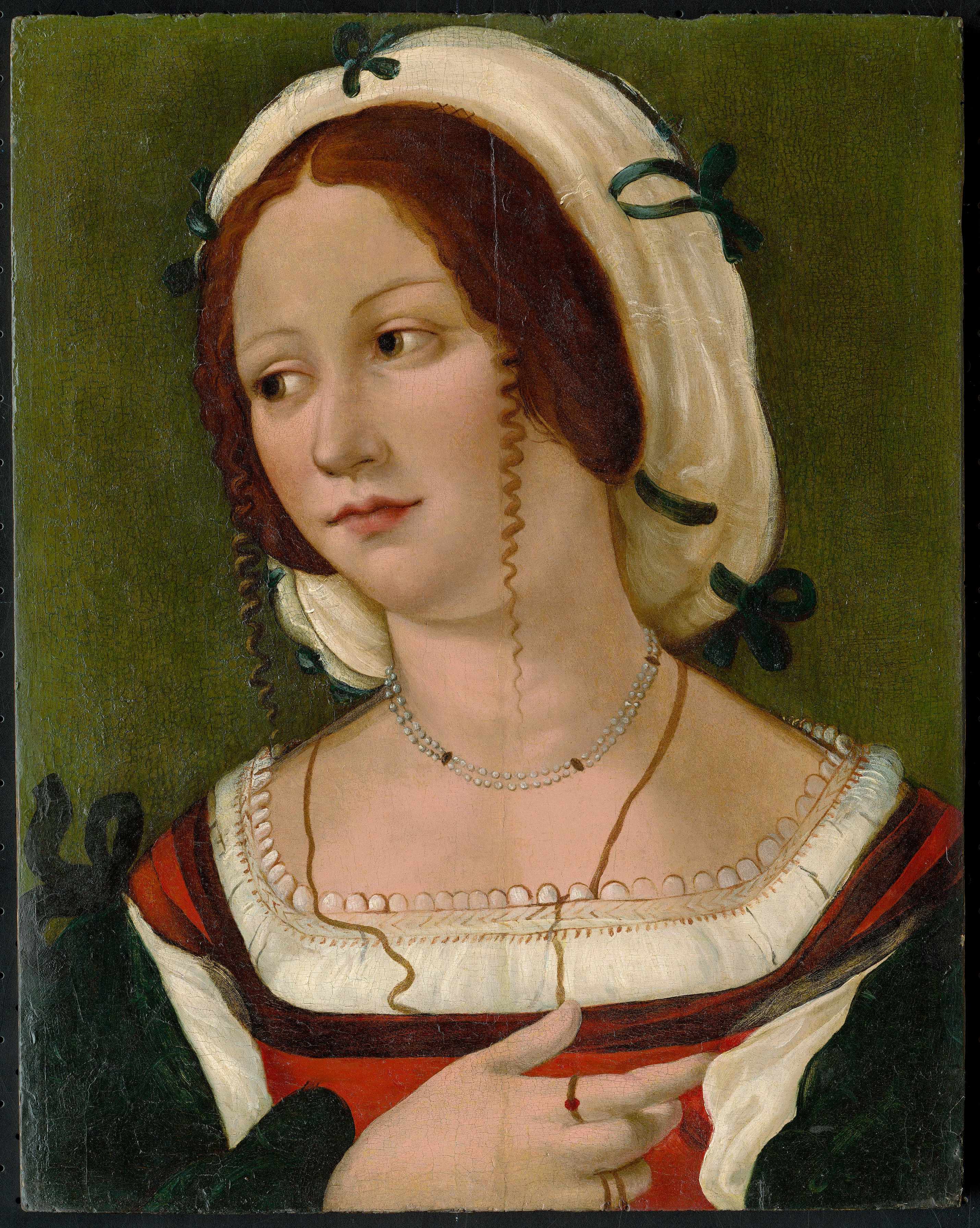
Probablement Isabelle d'Este 1511, Vienne
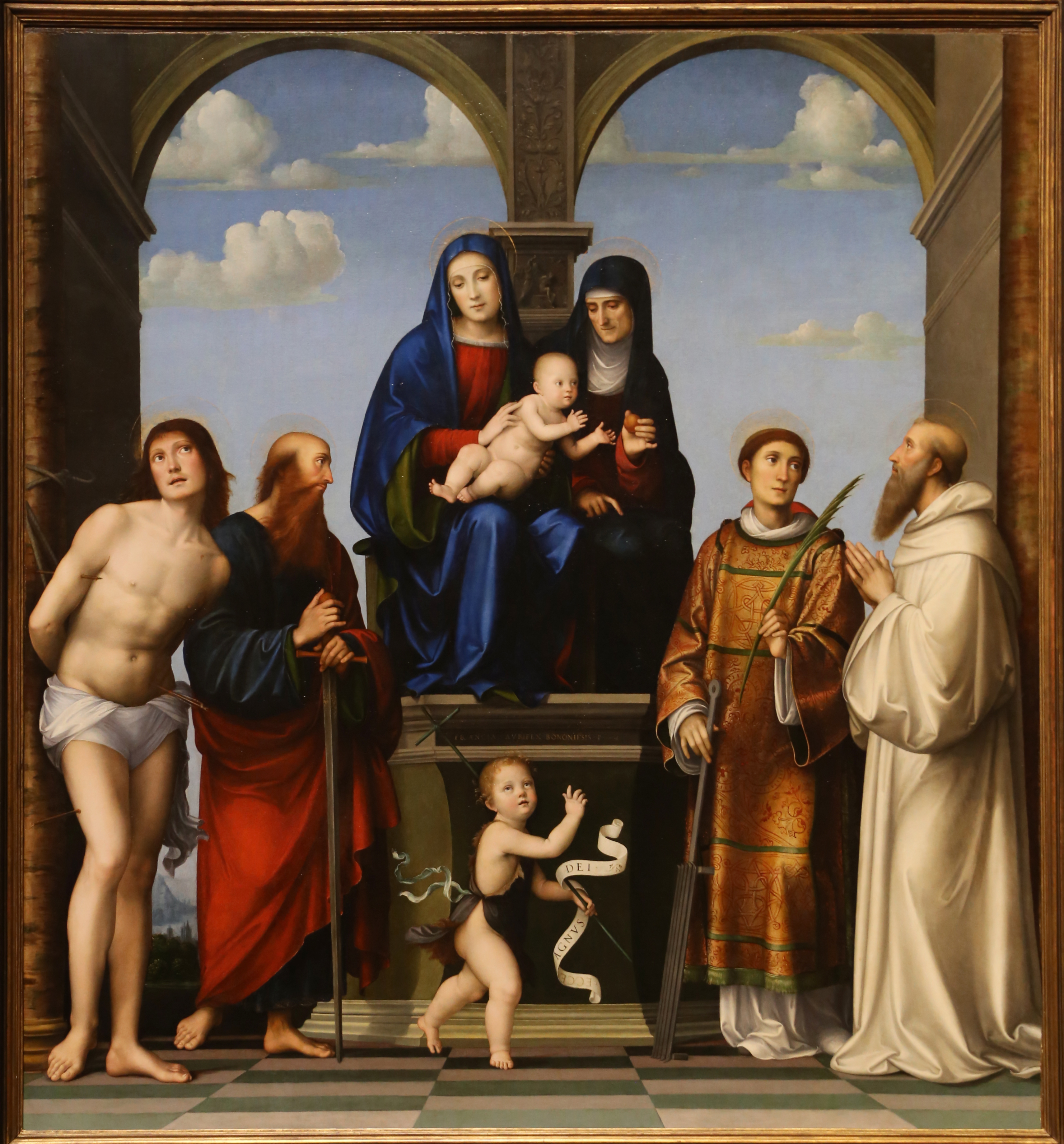
Pala Buonvisi 1510-1512, Londres
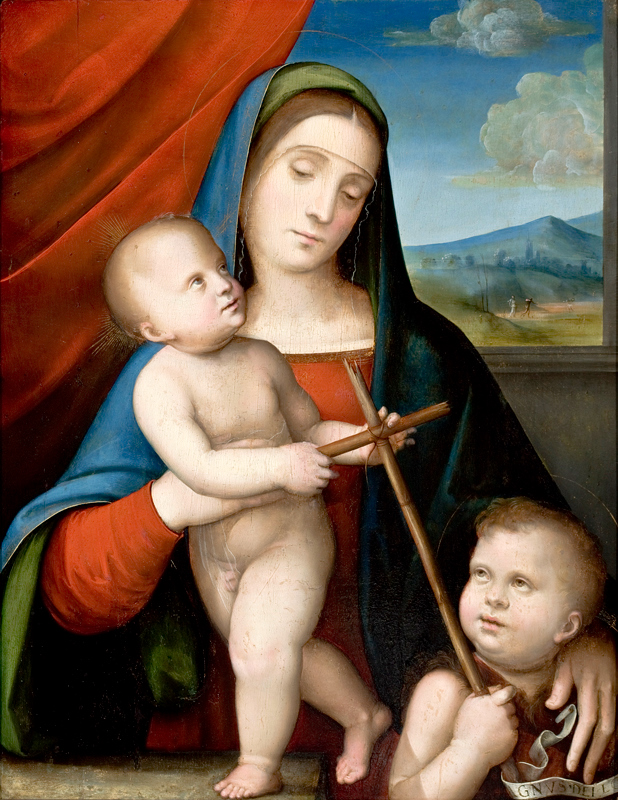
Vierge 1510-1515, Sao Paulo
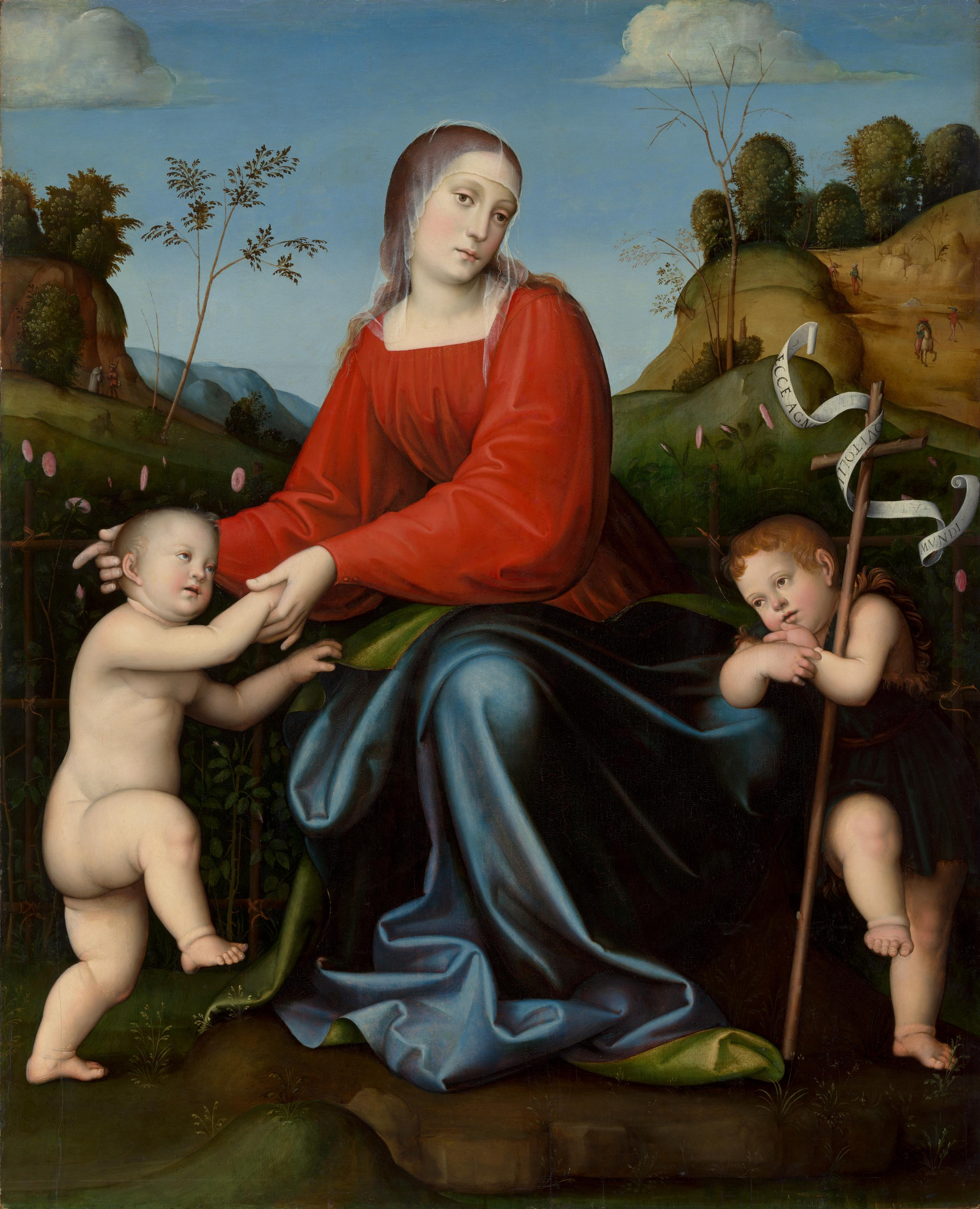
Vierge (Francia et fils) v. 1515, Melbourne